# Greta Brunello
Greta Brunello (Carisolo, 15 aprile 1997) è una calciatrice italiana, difensore del Southern Connecticut Owls, rappresentativa della Southern Connecticut State University, partecipante al campionato interuniversitario statunitense di NCAA Division II.
È sorella gemella di Martina, anch'essa calciatrice di ruolo attaccante, che ha condiviso con lei la maglia della squadra altoatesina del Südtirol, giocando entrambe in Serie A nella stagione 2015-2016.

## Palmarès

### Club
- Campionato italiano di Serie B: 2

Südtirol: 2014-2015